# Miguel Civil
Miguel Civil i Desveus (Sabadell, España, 1926 - Chicago, Illinois, 13 de enero de 2019) fue un asiriólogo español, especializado en la lengua y la cultura sumerias.

## Biografía
Después de una estancia en la abadía de Montserrat, estudió sumeriología en la École Pratique des Hautes Études de la Universidad de París, donde fue nombrado Doctor en 1965. Desde 1958 hasta 1963 trabajó como investigador y profesor asociado en la Universidad de Pensilvania ayudando al famoso sumeriólogo Samuel Noah Kramer; el museo arqueológico del lugar además acoge una de las colecciones más importantes de tablas cuneiformes del mundo. Entre 1964 y 2001, ejerció como profesor de lengua sumeria en el Instituto Oriental de la Universidad de Chicago, considerado uno de los centros de investigación más prestigiosos en esta especialidad, donde enseñó hasta su jubilación en 2001. En Chicago además se casó y tuvo dos hijas. Además, durante el curso 1968-1969 fue director asociado en la École Pratique des Hautes Études de París. Sus grandes dotes intelectuales (poseía memoria fotográfica o eidética) le hicieron dominar como pocos la lengua sumeria. 
Su trabajo como epigrafista y estudioso de los textos sumerios le ha llevado a colaborar con los principales museos del mundo, aquellos que conservan las colecciones de tablas sumerias más importantes, como el Museo Británico, el Museo del Louvre o el Museo Arqueológico de Estambul. Su prestigio también le llevó a encabezar el equipo de epigrafistas de la expedición Nippur a Irak, la mayor misión arqueológica hasta la fecha del Instituto Oriental de Chicago. Asimismo, ha sido miembro del comité editorial del Chicago Assyrian Dictionary Archivado el 18 de septiembre de 2011 en Wayback Machine. y coeditor de Materialien zum sumerischen Lexikon ("Materiales para el léxico sumerio"), así como de la serie Texts from Cuneiform Sources, donde publicó media docena de volúmenes que constituyen una obra de referencia imprescindible sobre lexicografía sumeria. Es reconocido ampliamente como uno de los mayores expertos mundiales en escritura cuneiforme, usada para transcribir la lengua sumeria. El asiriólogo alemán Rykle Borger le calificó como "el mayor experto en escritura sumeria" («der beste Kenner der sumerischen Schrift»).
Dedicó numerosos trabajos de investigación a ampliar el conocimiento sobre la lengua sumeria y su corpus textual, contribuyendo a arrojar luz sobre diversos aspectos del sistema de escritura, la lengua, la literatura y la cultura sumerias, desde la fonética hasta la agricultura. También realizó notables aportaciones a la historiografía sobre Ebla. Sus principales monografías incluyen: A Sumerian Agricultural Manual (Sabadell, 1994); The Early Dynastic Practical Vocabulary A (Archaic HAR-ra A) (Roma, 2008) y The Lexical texts en la Colección Schøyen (Bethesda, Md., 2010). Hizo monografías fundamentales sobre la literatura sumeria sapiencial (fábulas y disputas) e hizo aportaciones fundamentales al Diccionario sumerio. Participó en la creación de la revista Aula Orientalis (1983) y apoyó la creación en Barcelona del Instituto de Estudios de Oriente Próximo Antiguo. Desde 1990 empezó a impartir cursos de sumeriología en la Universidad de Barcelona.
Civil fue miembro de la American Oriental Society, las American Schools of Oriental Research, la Linguistic Society of America (LSA) y la Association for Computational Linguistics (ACL), entre otras.
Sus méritos profesionales fueron reconocidos por la Universidad de Barcelona con su nombramiento como doctor honoris causa en 2000.

## Obras seleccionadas
CIVIL, MIGUEL. 1960. Prescriptions médicales sumériennes. Revue d'Assyriologie 54: 57-72.
———. 1961. The home of the fish: A sumerian literary composition. Iraq 23: 154-175.
———. 1964. A hymn to the beer goddess and a drinking song. In Studies presented to A. Leo Oppenheim. Pp. 67-89. Chicago: Oriental Institute.
———. 1965. Le débat sumérien entre la houe et l’araire. París. Tesis doctoral inédita.
———. 1966. Notes on Sumerian lexicography, I. Journal of Cuneiform Studies 20: 119-124.
———. 1967. Šū-Sîn’s historical inscriptions: Collection B. Journal of Cuneiform Studies 21: 24-38.
———. 1968. Išme-Dagan and Enlil’s chariot. Journal of the American Oriental Society 88: 3-14.
———. 1973. Notes on Sumerian lexicography, II. Journal of Cuneiform Studies 25: 171-175.
———. 1973.  From Enki’s headache to phonology. Journal of Near Eastern Studies 32: 57-61.
———. 1973. The Sumerian writing system: Some problems. Orientalia nova series, 42: 21-34.
———. 1975. Lexicography. In Sumerological studies in honor of Thorkild Jacobsen, ed. S.J. Lieberman. Pp. 123-157. Chicago: University of Chicago Press.
———. 1976. Notes on Sumerian lexicography, III. Journal of Cuneiform Studies 28: 183-187.
———. 1982. Studies on Early Dynastic lexicography, I. Oriens Antiquus 21: 1-26.
———. 1983. Early Dynastic spellings. Oriens Antiquus 22: 1-5.
———. 1983. Enlil and Ninlil: The marriage of Sud. Journal of the American Oriental Society 103: 43-64.
———. 1984. On some terms for bat in Mesopotamia. Aula Orientalis 2: 5-9.
———. 1984. Bilingualism in logographically written languages: Sumerian in Ebla. In Il bilinguismo a Ebla, ed. Luigi Cagni. Pp. 75-97. Naples: Istituto Universitario Orientale.
———. 1984. Notes to the ‘Instructions of Šuruppak.’ Journal of Near Eastern Studies 43: 281-298.
———. 1985. On some texts mentioning Ur-Namma. Orientalia nova series,  54: 27-45.
———. 1985. Sur les livres d’écolier à l’époque paléo-babylonienne. Pp. 67-78 en Miscellanea babylonica: Mélanges offerts à Maurice Birot, eds. J.-M. Durand and J.-R. Kupper. París: ÉRC.
———. 1987. Feeding Dumuzi’s sheep: The lexicon as a source of literary inspiration. En Language, literature, and history: Philological and historical studies presented to Erica Reiner, ed. Francesca Rochberg-Halton. AOS 67. Pp. 37-55. New Haven: American Oriental Society.
———. 1987. The early history of HAR-ra: The Ebla link. En Ebla 1975-1985, ed. Luigi Cagni. Pp. 131-158. Naples: Istituto Universitario Orientale.
———. 1987.Sumerian riddles: A corpus. Aula Orientalis 5: 17–37.
———. 1993. On Mesopotamian jails and their lady warden. En The tablet and the scroll: Near Eastern studies in honor of William W. Hallo, ed. Mark E. Cohen et al. Pp. 72-78. Bethesda, Maryland: CDL Press.
———. 1994. The Farmer’s Instructions. Sabadell: Ausa.
———. 1996. Literary text about Ur-Namma. Aula Orientalis 14: 163-67.
———. 1997. The Instructions of king Ur-Ninurta: A new fragment. Aula Orientalis 15: 43-53.
———. 1999-2000. Reading Gilgameš. Aula Orientalis 17-18: 179-189.
———. 2000 [2005]. Modal prefixes. Acta Sumerologica_ 22: 29-42.
———. 2002. The forerunners of marû and amu in Old Babylonian. In Riches hidden in secret places: Ancient Near Eastern Studies in memory of Thorkild Jacobsen, ed. Tzvi Abusch. Pp. 63-71. Winona Lake, Ind.: Eisenbrauns.
———. 2008. The Early Dynastic Practical Vocabulary A (Archaic HAR-ra A).Roma: La Sapienza.
———. 2010. The Lexical texts in the Schøyen Collection. Bethesda, Md.: CDL Press.